# Fantáziadarabok Callot modorában
A Fantáziadarabok Callot modorában - Lapok egy utazó rajongó naplójából (Phantasiestücke in Callots Manier. Blätter aus dem Tagebuche eines reisenden Enthusiasten) E.T.A. Hoffmann német romantikus író 1814 és 1815 között keletkezett és 1819-ben megjelent, első irodalmi műgyűjteménye. Magyarul teljes egészében 2007-ben jelent meg a Cartaphilus Könyvkiadónál.

## Tartalma
Több hosszabb-rövidebb elbeszélést tartalmaz. Első rész:
- I. Jacoues Callot
- II. Glück lovag (Ritter Gluck)
- III. Kreisleriana
  - 1. Johannes Kreisler karmester zenei szenvedései (Johannes Kreisler’s, des Kapellmeisters, musikalische Leiden)
  - 2. Ombra adorata!
  - 3. Gondolatok a zene magasztos értékéről (Gedanken über den hohen Werth der Musik)
  - 4. Beethoven hangszeres zenéje (Beethovens Instrumental-Musik)
  - 5. Fölöttébb szertelen gondolatok (Höchst zerstreute Gedanken)
  - 6. A tökéletes színpadi masiniszta (Der vollkommene Maschinist)
- IV. Don Juan
- V. Tudósítás Berganza kutya sorsának legújabb fordulatairól (Nachricht von den neuesten Schicksalen des Hundes Berganza)

Második rész:
- VI. A delejező (Der Magnetiseur)
- VII. Az arany virágcserép (Der goldene topf)
- VIII. Szilveszteréji kalandok (Die Abentheuer der Sylvester-Nacht)
- IX. Kreisleriana
  - 1. Wallborn báró levele Kreisler karmesterhez (Brief des Barons Wallborn an den Kapellmeister Kreisler)
  - 2. Kreisler karmester levele Wallborn báróhoz (Brief des Kapellmeisters Kreisler an den Baron Wallborn)
  - 3. Kreisler zenei-költői klubja (Kreislers musikalisch-poetischer Klubb)
  - 4. Híradás egy művelt fiatalemberről (Nachricht von einem gebildeten jungen Mann)
  - 5. A zenegyűlölő (Der Musikfeind
  - 6. Sacchini egy kijelentéséről és az úgynevezett zenei effektusról (Ueber einen Ausspruch Sacchini’s, und über den sogenannten Effekt in der Musik)
  - 7. Johannes Kreisler mesterlevele (Johannes Kreislers Lehrbrief)

## Címe
Callot francia grafikus volt, ki mesés témájú rézmetszeteivel nagy népszerűségre tett szert. A cím is utal a mesei elemek felbukkanására illetve a valóság és az álomvilág romantikus kettősségének megjelenésére.

## Magyarul
- Fantáziadarabok Callot modorában. Lapok egy utazó rajongó naplójából, 1-2.; előszó Jean Paul, ford., jegyz., utószó Horváth Géza; Cartaphilus, Bp., 2007

## Szakirodalom
- Klaus Deterding: Magie des Poetischen Raums. E.T.A. Hoffmanns Dichtung und Weltbild, Heidelberg: Winter, 1999, 359 S., ISBN 3-8253-0541-4 (Beiträge zur neueren Literaturgeschichte. Dritte Folge, Band 152)
- Klaus Deterding: Das allerwunderbarste Märchen. E.T.A. Hoffmanns Dichtung und Weltbild, Band 3, Würzburg: Königshausen & Neumann, 2003, 187 S., 3-8260-2389-7
- Klaus Deterding: Hoffmanns Poetischer Kosmos. E.T.A. Hoffmanns Dichtung und Weltbild, Band 4, Würzburg: Königshausen & Neumann, 2003, 212 S., ISBN 3-8260-2615-2